# Ogden (nome)
Ogden  è un nome proprio di persona inglese maschile.

## Origine e diffusione
Riprende l'omonimo cognome inglese, proveniente da un toponimo che ha il significato di "valle della quercia" in inglese antico. L'elemento significante "valle" si ritrova anche in altri prenomi di origine inglese antica, quali Sheldon ed Hayden.

## Onomastico
Il nome è adespota, cioè non è portato da alcun santo. L'onomastico ricade quindi il 1º novembre, giorno di Tutti i Santi.

## Persone
- George Ogden Abell, astronomo statunitense
- Ogden Nash, poeta statunitense
- David Ogden Stiers, attore e doppiatore statunitense